# Landkreis Biberach

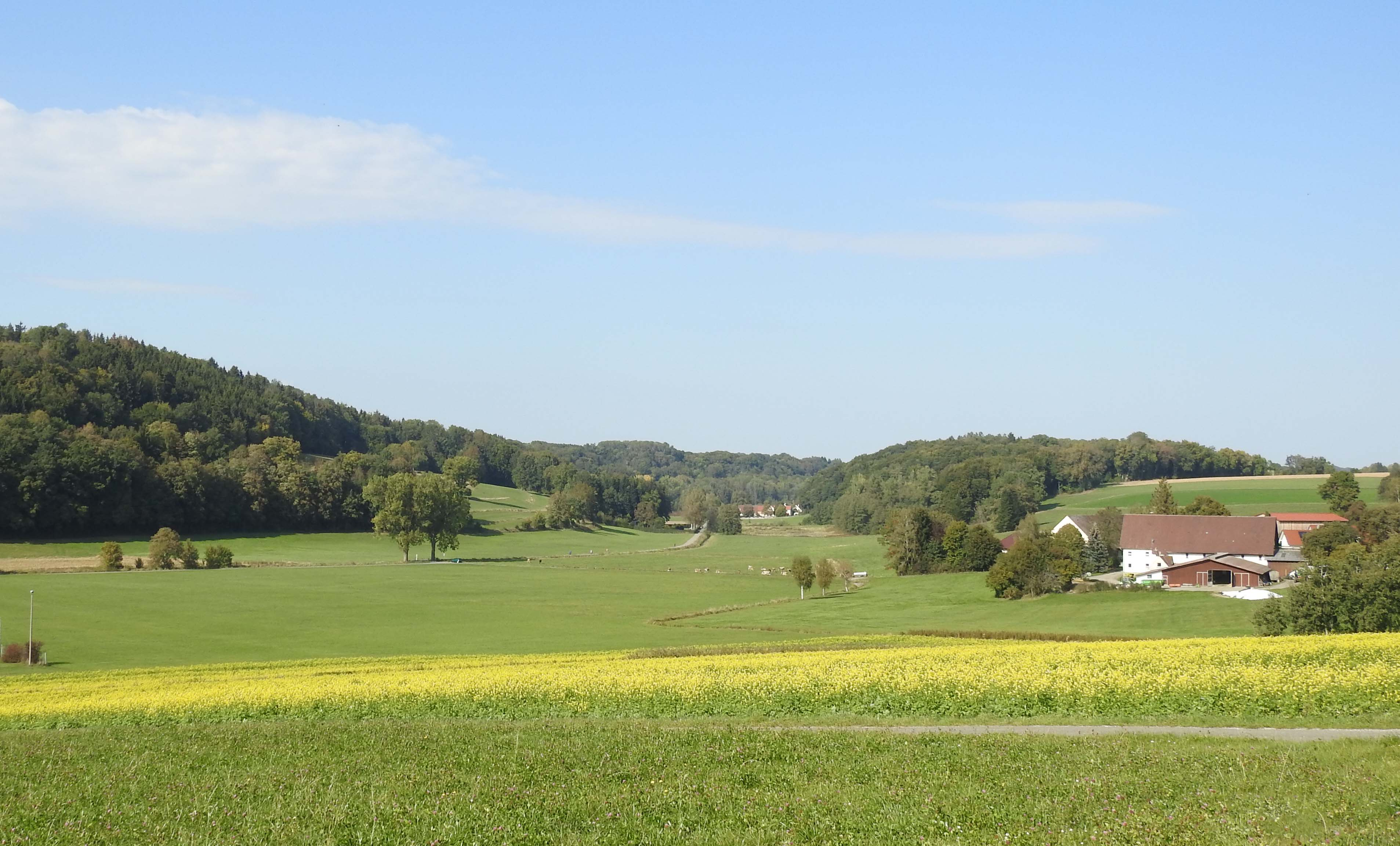
Oberschwäbische Landschaft bei Biberach

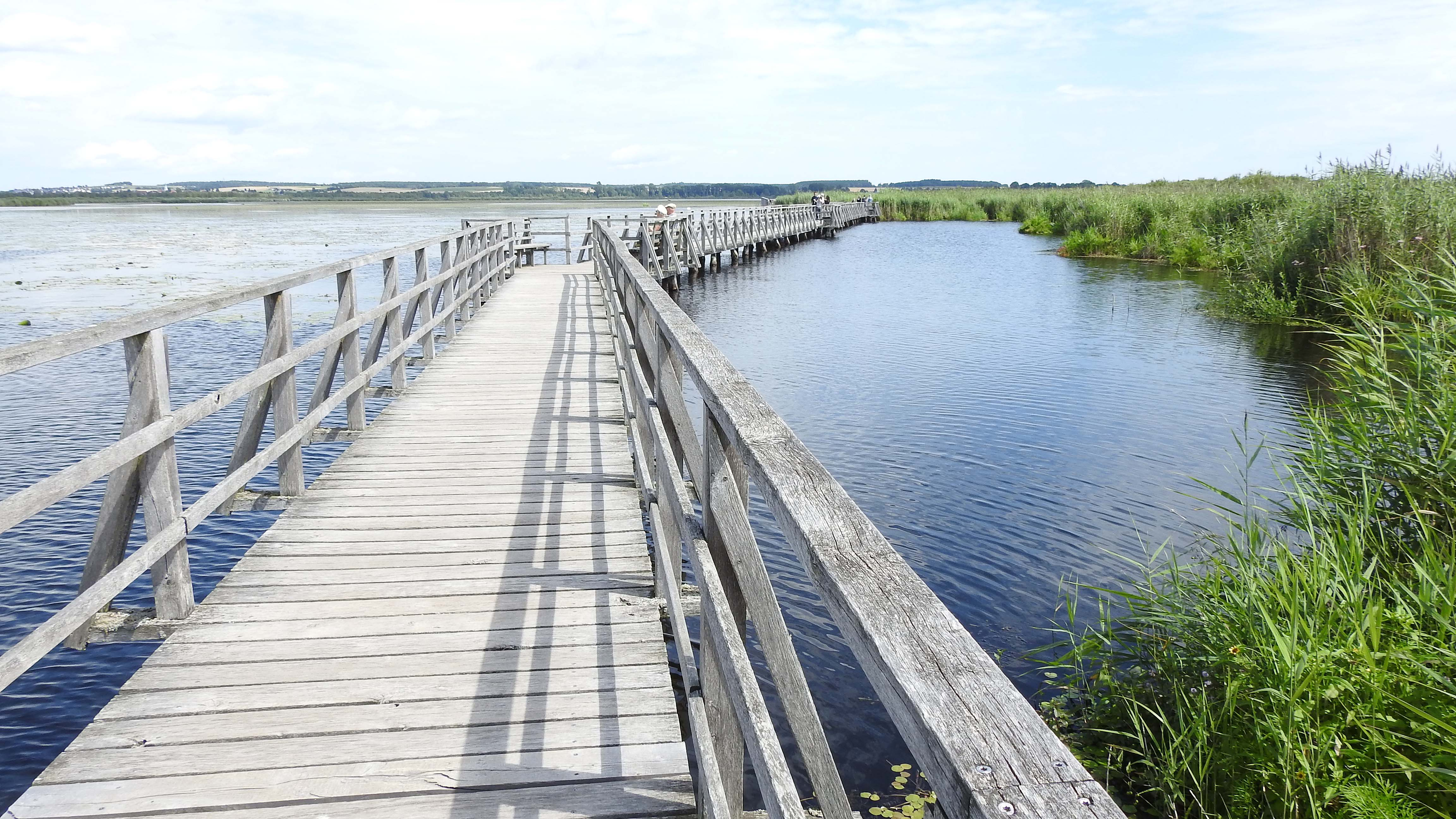
Federseesteg

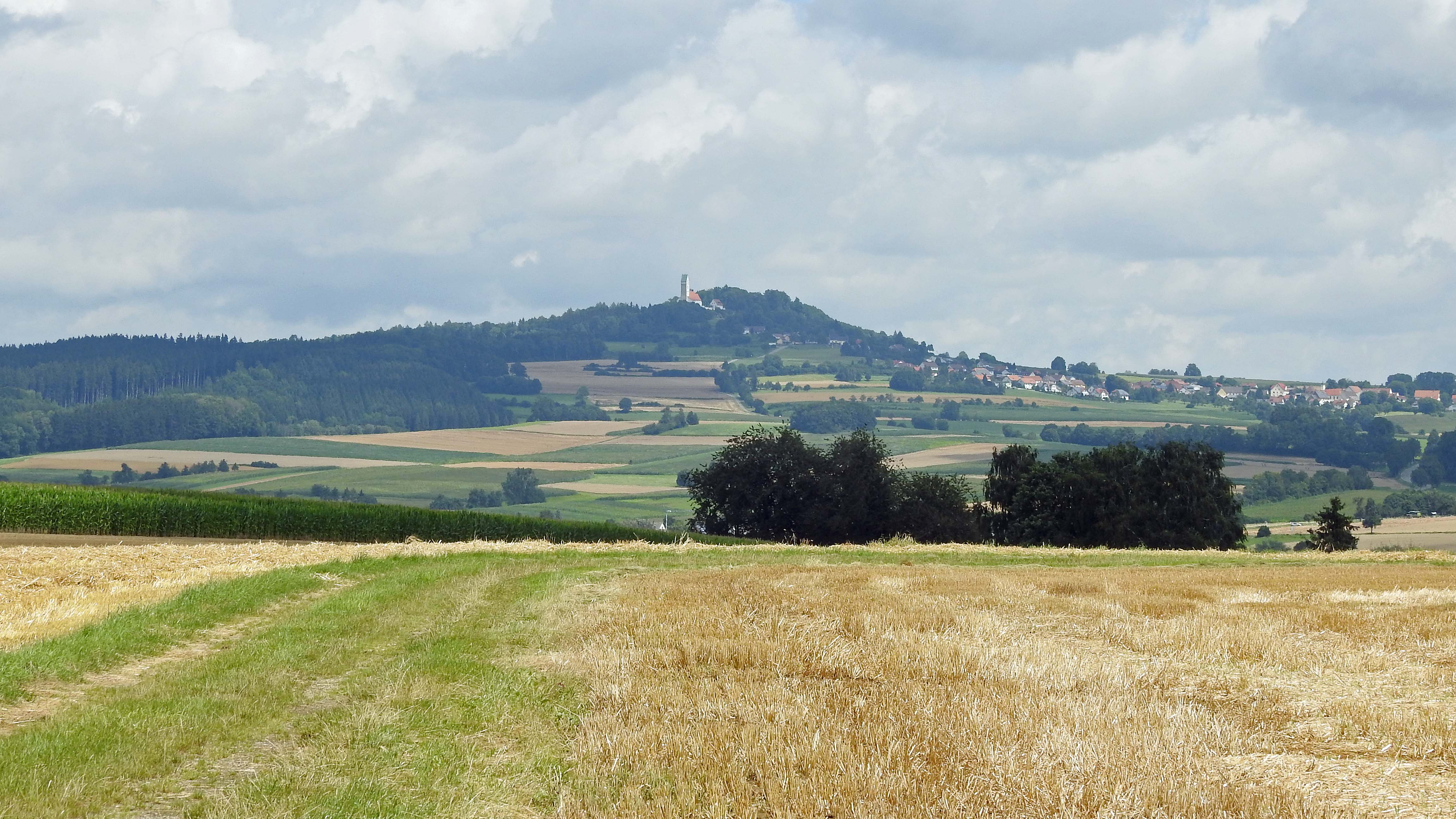
Der Bussen (767 m ü. NHN) bei Dürmentingen

Der Landkreis Biberach ist ein Landkreis in Baden-Württemberg. Er bildet zusammen mit dem Alb-Donau-Kreis und der kreisfreien Stadt Ulm den baden-württembergischen Teil der Region Donau-Iller im Regierungsbezirk Tübingen. Im Jahr 2019 stand der Landkreis Biberach auf Rang 2 der wirtschaftlichen Stärke aller Landkreise Deutschlands. Der schuldenfreie Landkreis hat die niedrigste Arbeitslosenquote in Deutschland und mehr Arbeitsplätze als Erwerbstätige. Er liegt beim Bevölkerungswachstum, der Geburtenrate, der Hauseigentumsquote, der durchschnittlichen Wohnfläche, dem Anteil der Land- und Forstwirtschaft und des produzierenden Gewerbes am BIP deutlich über dem Durchschnitt, bei den Grundstückspreisen, der Grundsteuer und der Gewerbesteuer deutlich darunter.

## Geographie

### Lage
Der Landkreis Biberach liegt in Oberschwaben. Die Westspitze reicht noch bis auf die Schwäbischen Alb. Die Iller bildet die natürliche Grenze zu Bayern. Die höchsten Erhebungen im Landkreis sind der Rotreiß (801 Meter) in der Gemeinde Langenenslingen und der Bussen (767 Meter) in der Gemeinde Uttenweiler, der tiefste Punkt befindet sich mit 481,7 m ü. NHN an der Westernach bei Achstetten.

### Nachbarkreise
Der Landkreis Biberach grenzt im Uhrzeigersinn im Norden beginnend an die Landkreise Reutlingen und Alb-Donau-Kreis (beide in Baden-Württemberg), an die Landkreise Neu-Ulm und Unterallgäu und an die kreisfreie Stadt Memmingen (alle in Bayern) sowie an die Landkreise Ravensburg und Sigmaringen (beide wiederum in Baden-Württemberg).

### Flächenaufteilung
Nach Daten des Statistischen Landesamtes, Stand 2015.

### Naturschutz
Der Landkreis Biberach besitzt folgende 31 Naturschutzgebiete. Nach der Schutzgebietsstatistik der Landesanstalt für Umwelt, Messungen und Naturschutz Baden-Württemberg (LUBW) stehen 3.588,96 Hektar der Kreisfläche unter Naturschutz, das sind 2,55 Prozent.
1. Allgaier Riedle: 3,0 ha, Stadt Bad Schussenried
2. Blinder See Kanzach: 10,0 ha; Stadt Riedlingen und Gemeinde Kanzach
3. Ehebach: 11,2 ha; Stadt Riedlingen
4. Federsee: 1.402,0 ha; Stadt Bad Buchau und Gemeinden Alleshausen, Moosburg, Oggelshausen
5. Flusslandschaft Donauwiesen: 556,8 ha; Stadt Riedlingen und Gemeinde Unlingen
6. Flusslandschaft Donauwiesen zwischen Zwiefaltendorf und Munderkingen: 582,0 ha; Stadt Munderkingen und Gemeinden Emeringen, Lauterach (Alb-Donau-Kreis), Obermarchtal, Rechtenstein, Untermarchtal
7. Gedüngtes Ried: 17,4 ha; Stadt Ehingen (Donau), Gemeinde Schemmerhofen
8. Gutershofer Weiher: 7,6 ha; Gemeinde Attenweiler
9. Hagnaufurter Ried: 31,5 ha; Stadt Aulendorf, Gemeinde Ingoldingen
10. Heusteige: 16,0 ha; Gemeinde Langenenslingen
11. Kirchhalde: 8,0 ha; Gemeinde Langenenslingen
12. Lange Grube: 6,7 ha; Gemeinde Unlingen
13. Mauchenmühle: 11,6 ha;  Stadt Bad Wurzach, Gemeinde Eberhardzell
14. Mohn’scher Park: 7,0 ha; Stadt Laupheim
15. Müsse: 12,8 ha; Stadt Laupheim
16. Nördliches Federseeried: 170,0 ha; Gemeinden Alleshausen, Seekirch, Uttenweiler
17. Ofenwisch: 40,6 ha; Stadt Riedlingen
18. Osterried: 119,5 ha; Stadt Riedlingen
19. Riedschachen: 11,1 ha; Stadt Bad Schussenried
20. Sauloch: 2,7 ha; Gemeinde Langenenslingen
21. Schand: 16,7 ha; Stadt Laupheim
22. Schwaigfurter Weiher: 48,1 ha; Stadt Bad Schussenried
23. Storchenwiesen: 7,1 ha;  Gemeinde Altheim
24. Südliches Federseeried: 517,9 ha; Stadt Bad Buchau und Gemeinde Oggelshausen
25. Tannenhalde: 33,2 ha; Gemeinden Zwiefalten und Langenenslingen
26. Ummendorfer Ried: 121,5 ha; Stadt Biberach an der Riß und Gemeinden Hochdorf, Ummendorf
27. Vogelfreistätte Lindenweiher: 47,0 ha; Gemeinde Hochdorf
28. Warmtal: 30,0 ha; Gemeinde Langenenslingen
29. Westliches Federseeried/Seelenhofer Ried: 241,0 ha; Stadt Bad Buchau und Gemeinden Alleshausen, Betzenweiler, Kanzach
30. Wettenberger Ried: 66,6 ha; Gemeinden Hochdorf und Eberhardzell
31. Wildes Ried: 22,6 ha; Stadt Bad Schussenried

## Geschichte
Der Landkreis Biberach geht zurück auf das gleichnamige württembergische Oberamt, das nach dem Übergang der ehemals freien Reichsstadt Biberach und deren Umland an Württemberg 1806 errichtet wurde. Ferner hatten die Oberämter Ehingen, Riedlingen, Saulgau, Waldsee, Leutkirch und Zwiefalten Anteil am heutigen Kreisgebiet.
Ab 1810 gehörten die Oberämter zu den Landvogteien an der Donau bzw. am Bodensee und ab 1818 zum Donaukreis. Die meisten Oberämter wurden im Laufe der Geschichte aufgelöst und mit benachbarten zusammengelegt. Übrig blieben im 20. Jahrhundert lediglich die Oberämter Biberach, Leutkirch und Laupheim (bis 1845 war dessen Sitz in Wiblingen). 1924 wurde der Donaukreis aufgelöst, und 1934 wurden die Oberämter in Landkreise umbenannt.
Bei der Gebietsreform von 1938 wurden die Landkreise Leutkirch und Laupheim aufgelöst. Dabei kamen einige Gemeinden des Landkreises Leutkirch sowie der Großteil des Landkreises Laupheim zum Landkreis Biberach.
Bei der Kreisreform erhielt der Landkreis Biberach am 1. Januar 1973 einige Gemeinden der Landkreise Saulgau und Ehingen sowie die Gemeinden Billafingen und Langenenslingen des Landkreises Sigmaringen und gab im Gegenzug die Gemeinde Dietmanns an den Landkreis Ravensburg sowie die Gemeinden Oberbalzheim und Unterbalzheim an den Alb-Donau-Kreis ab.
Bereits am 1. Oktober 1972 wurde der Ort Ellighofen von Moosbeuren nach Attenweiler umgegliedert und kam somit vom Landkreis Ehingen zum Landkreis Biberach.
Am 1. Januar 1976 wurden die Orte Gensenweiler, Hagnaufurt, Hervetsweiler und Wattenweiler aus der zum Landkreis Ravensburg gehörenden Stadt Bad Waldsee aus- und in die Gemeinde Ingoldingen eingegliedert.
Seit dem Abschluss der Gemeindereform 1975 umfasst der Landkreis Biberach 45 Gemeinden, darunter sechs Städte und hiervon wiederum mit Biberach und Laupheim zwei Große Kreisstädte. Größte Stadt des Kreises ist Biberach an der Riß, flächengrößte Gemeinde ist Langenenslingen, kleinste Gemeinde ist Moosburg.

## Einwohnerentwicklung

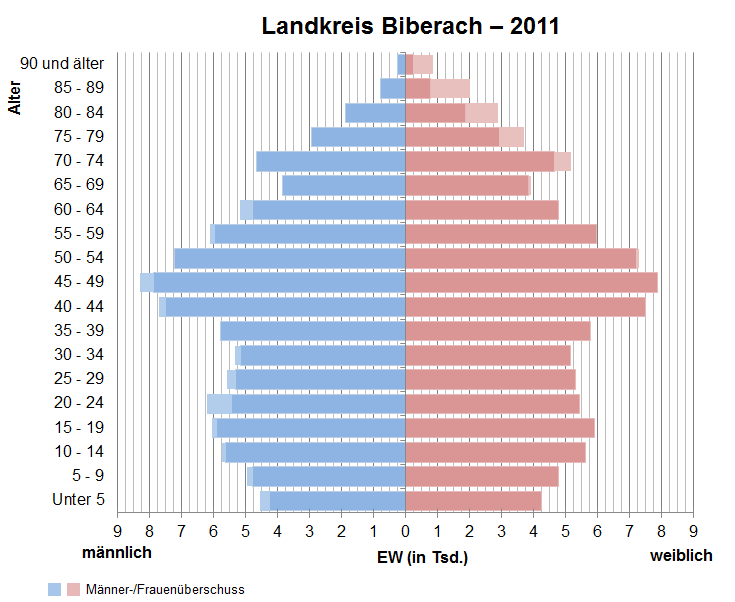
Bevölkerungspyramide für den Kreis Biberach (Datenquelle: Zensus 2011.)

Die Einwohnerzahlen sind Volkszählungsergebnisse (¹) oder amtliche Fortschreibungen des Statistischen Landesamts Baden-Württemberg (nur Hauptwohnsitze).
| Datum             | Einwohner |
| ----------------- | --------- |
| 31. Dezember 1973 | 150.199   |
| 31. Dezember 1975 | 149.190   |
| 31. Dezember 1980 | 151.661   |
| 31. Dezember 1985 | 152.447   |
| 25. Mai 1987 ¹    | 153.900   |
| 31. Dezember 1990 | 162.746   |

| Datum             | Einwohner |
| ----------------- | --------- |
| 31. Dezember 1995 | 175.622   |
| 31. Dezember 2000 | 182.979   |
| 31. Dezember 2005 | 188.532   |
| 31. Dezember 2010 | 189.312   |
| 31. Dezember 2015 | 194.019   |
| 31. Dezember 2020 | 202.250   |

Der Landkreis Biberach verzeichnete zwischen 2011 und 2021 einen Einwohnerzuwachs von 187.508 auf 203.244, somit um 15.736 Einwohner bzw. um 8,39 % – der höchste Wert in Baden-Württemberg im genannten Zeitraum. Quelle: Statistisches Landesamt. Basis: Zensus 2011.

## Politik
Der Landkreis wird vom Kreistag und vom Landrat verwaltet.

### Kreistag
Der Kreistag wird von den Wahlberechtigten im Landkreis auf fünf Jahre gewählt. Die Kommunalwahl am 9. Juni 2024 führte zum in den Diagrammen dargestellten Ergebnis.
Ergebnisse früherer Kreistagswahlen
| Parteien und Wählergemeinschaften | Parteien und Wählergemeinschaften             | % 2024  | Sitze 2024 | % 2019 | Sitze 2019 | % 2014 | Sitze 2014 | % 2009  | Sitze 2009 | % 2004 | Sitze 2004 | % 1999 | Sitze 1999 | % 1994 | Sitze 1994 | % 1989 | Sitze 1989 |
| CDU                               | Christlich Demokratische Union Deutschlands   | 38,8    | 25         | 33,5   | 19         | 42,6   | 25         | 37,4    | 26         | 39,9   | 27         | 43,6   | 25         | 42,4   | 24         | 47,4   | 26         |
| FWV                               | Freie Wählervereinigung im Landkreis Biberach | 19,3    | 12         | 23,5   | 14         | 23,3   | 14         | 25,0    | 17         | -      | -          | -      | -          | -      | -          | -      | -          |
| GRÜNE                             | Bündnis 90/Die Grünen                         | 10,7    | 7          | 15,2   | 9          | 8,6    | 5          | 8,4     | 4          | -      | -          | -      | -          | -      | -          | 8,7    | 4          |
| AfD                               | Alternative für Deutschland                   | 8,3     | 5          | -      | -          | -      | -          | -       | -          | -      | -          | -      | -          | -      | -          | -      | -          |
| FRAUEN                            | Frauen in den Kreistag                        | 8,0     | 6          | 7,8    | 4          | 6,8    | 4          | 6,1     | 3          | -      | -          | -      | -          | -      | -          | -      | -          |
| SPD                               | Sozialdemokratische Partei Deutschlands       | 7,2     | 4          | 7,1    | 4          | 10,2   | 6          | 12,0    | 5          | 12,6   | 7          | 11,4   | 6          | 14,1   | 7          | 14,1   | 7          |
| ÖDP                               | Ökologisch Demokratische Partei               | 5,0     | 3          | 6,2    | 4          | 3,3    | 2          | 3,0     | 1          | -      | -          | -      | -          | -      | -          | -      | -          |
| FDP                               | Freie Demokratische Partei                    | 2,8     | 2          | 3,8    | 2          | 3,4    | 2          | 6,1     | 3          | 4,2    | 2          | -      | -          | -      | -          | -      | -          |
| ajp                               | Aktiv, Jung, Politisch                        | -       | -          | 2,0    | 1          | -      | -          | -       | -          | -      | -          | -      | -          | -      | -          | -      | -          |
| PWL                               | Pro Westlicher Landkreis                      | -       | -          | 0,9    | -          | 1,2    | 1          | -       | -          | -      | -          | -      | -          | -      | -          | -      | -          |
| DIE LINKE.                        | DIE LINKE.                                    | -       | -          | -      | -          | 0,5    | 0          | 1,9     | 1          | -      | -          | -      | -          | -      | -          | -      | -          |
| WG                                | Wählervereinigungen                           | -       | -          | -      | -          | -      | -          | -       | -          | 40,3   | 23         | 41,3   | 23         | 39,3   | 21         | 25,8   | 14         |
| Sonst.                            | Sonstige                                      | -       | -          | -      | -          | -      | -          | -       | -          | -      | -          | -      | -          | 0,5    | -          | -      | -          |
| Gesamt                            | Gesamt                                        | 100,0   | 64         | 100,0  | 57         | 100,0  | 59         | 100,0   | 60         | 100,0  | 60         | 100,0  | 56         | 100,0  | 54         | 100,0  | 53         |
| Wahlbeteiligung                   | Wahlbeteiligung                               | 63,17 % | 63,17 %    | 59,6 % | 59,6 %     | 52,5 % | 52,5 %     | 55,13 % | 55,13 %    | 57,5 % | 57,5 %     | 58,9 % | 58,9 %     | 71,1 % | 71,1 %     | 67,5 % | 67,5 %     |

- WG: Wählervereinigungen, da sich die Ergebnisse von 1989 bis 2004 nicht auf einzelne Wählergruppen aufschlüsseln lassen.

Am 23. Juli 2008 hat der Kreistag einer Patenschaft zwischen dem Landkreis und dem Mittleren Transporthubschrauberregiment 25 „Oberschwaben“ in Laupheim zugestimmt.

### Landrat

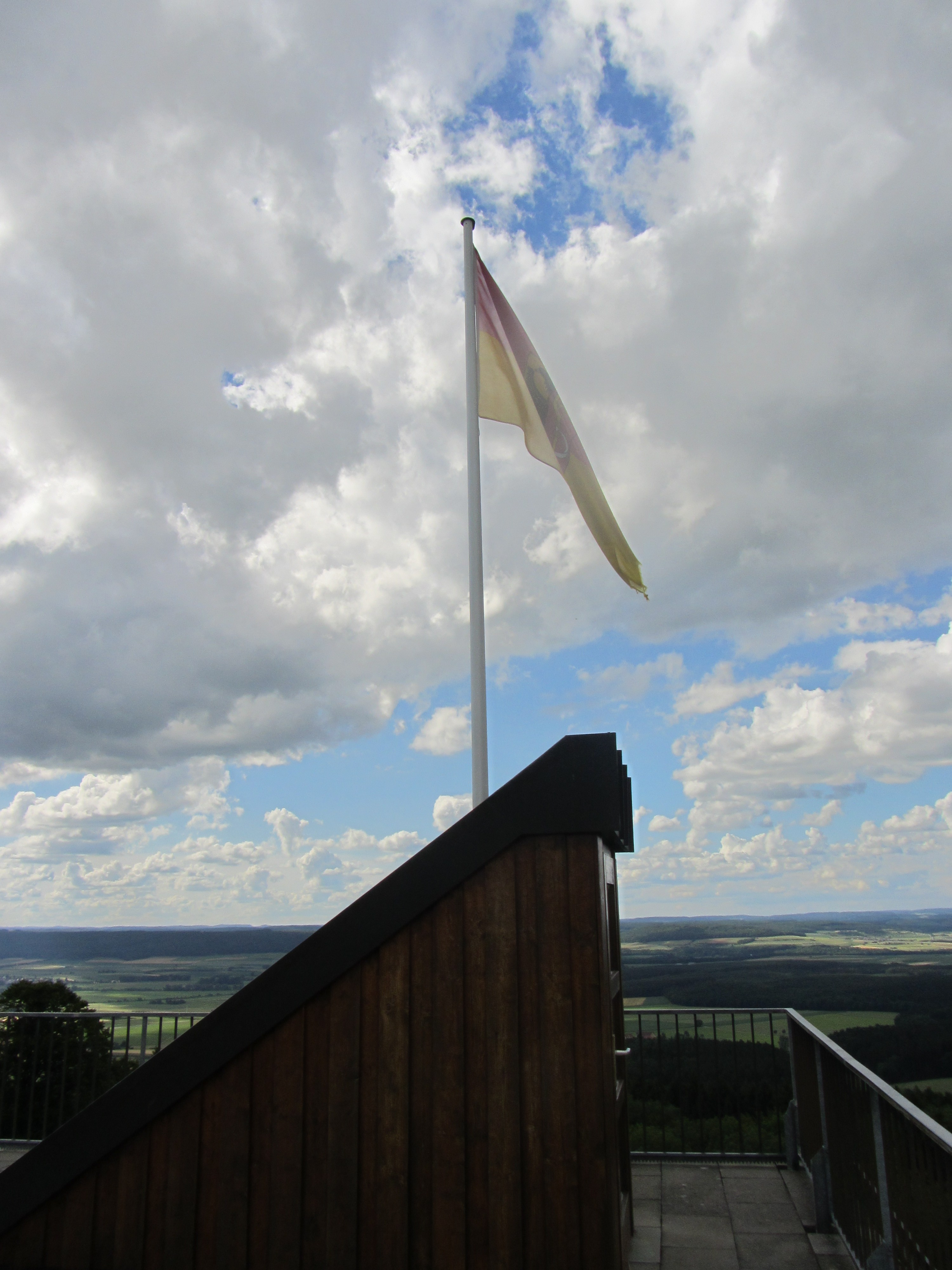
Landkreisfahne auf der ehemaligen Waldburgschen Vorburg auf dem Bussen, seit 1997 Eigentum des Landkreises (2012)

Der Landrat wird vom Kreistag für eine Amtszeit von acht Jahren gewählt. Er ist gesetzlicher Vertreter und Repräsentant des Landkreises sowie Vorsitzender des Kreistags und seiner Ausschüsse, hat aber in den Gremien kein Stimmrecht. Er leitet das Landratsamt und ist Beamter des Kreises.
Zu seinem Aufgabengebiet zählen die Vorbereitung der Kreistagssitzungen sowie seiner Ausschüsse. Er beruft Sitzungen ein, leitet diese und vollzieht die dort gefassten Beschlüsse. Sein Stellvertreter ist der Erste Landesbeamte.
Die Landräte des Landkreises Biberach seit 1937:
- 1937–1945: Maximilian Wizigmann
- 1945–1946: Fritz Erler, SPD
- 1946–1947: Carl Eugen Sprenger
- 1947–1973: Paul Heckmann (1947 zunächst Amtsverweser und 1973 erneut Amtsverweser des neuen Landkreises Biberach)
- 1973–1992: Wilfried Steuer, CDU
- 1992–2006: Peter Schneider, CDU
- 2006–2022: Heiko Schmid, Freie Wähler[12]
- seit 2022: Mario Glaser, parteilos

Die Oberamtmänner des ehemaligen Oberamts sind unter Oberamt Biberach dargestellt.

### Wappen

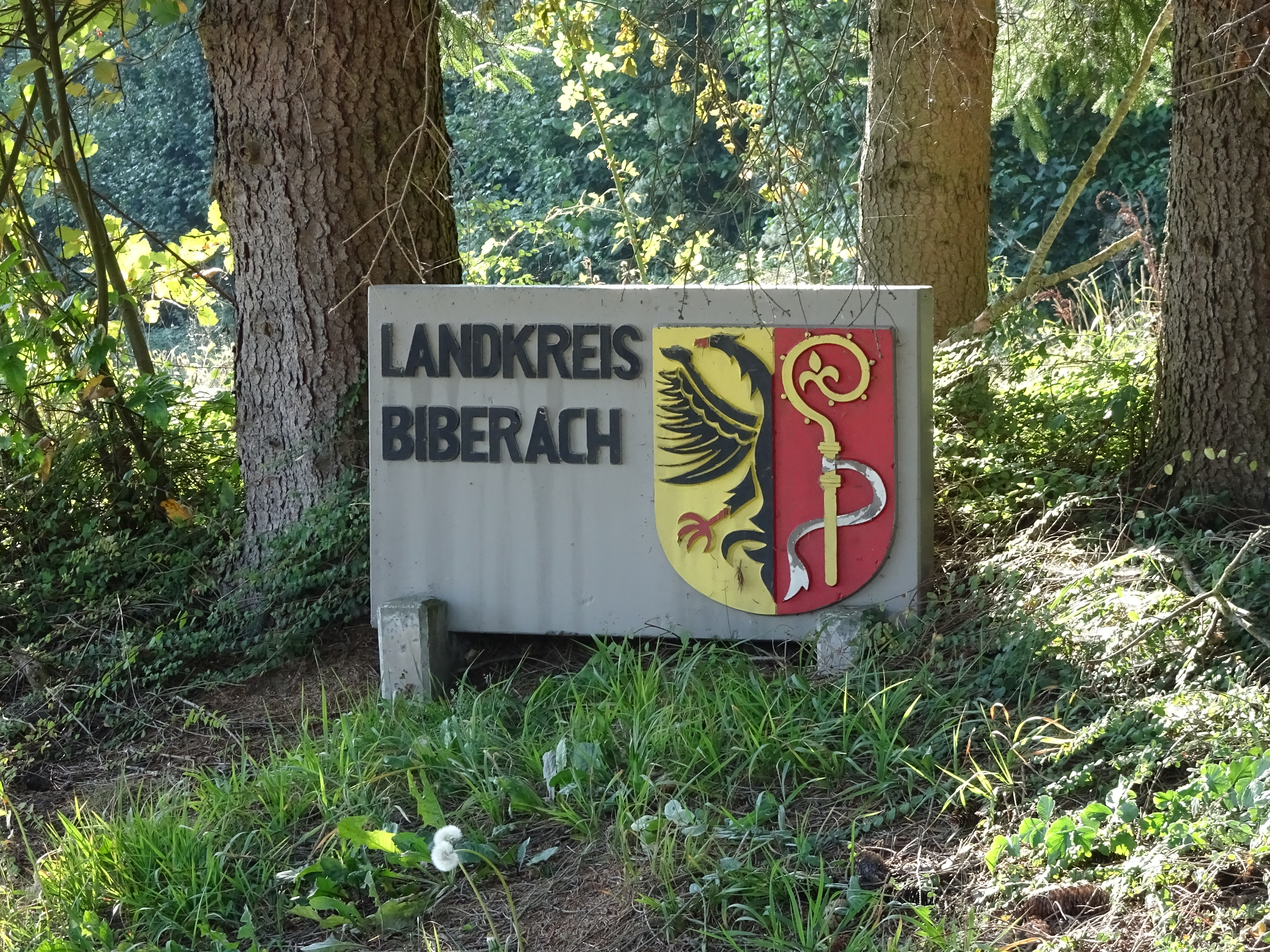
Landkreis Biberach

Das Wappen des Landkreises Biberach zeigt in gespaltenem Schild vorne in Gold einen halben, rot bewehrten schwarzen Adler am Spalt, hinten in Rot einen mit der Krümme nach links gerichteten goldenen Abtsstab mit silbernem Velum. Das Wappen wurde am 4. März 1970 und nach der Kreisreform am 3. September 1973 neu verliehen.
Der Reichsadler steht für die zahlreichen reichsunmittelbaren Herrschaften im heutigen Kreisgebiet, vor allem die ehemals freien Reichsstädte Biberach und Buchau. Der Abtsstab mit Pannisellus steht für die ebenfalls zahlreichen teilweise reichsunmittelbaren Klöster im Kreisgebiet, die 1803 säkularisiert wurden (Ochsenhausen, Rot an der Rot, Schussenried, Buchau, Heggbach, Heiligkreuztal, Gutenzell).

## Wirtschaft und Infrastruktur
Der Landkreis hält einen Anteil von gut elf Prozent an den Oberschwäbischen Elektrizitätswerken und nimmt über diese Beteiligung auch Einfluss auf die Geschäftspolitik der Energieversorger EnBW und EGVS. Die größten Arbeitgeber des Kreises sind unter anderem Boehringer Ingelheim, Liebherr, Handtmann, Diehl Aviation Laupheim, die Kliniken des Landkreises, KaVo Dental, Kässbohrer Geländefahrzeug, Südpack, Uhlmann, Rentschler, Feinguss Blank, Silit und Weishaupt.
Nach dem Zweiten Weltkrieg war noch der überwiegende Großteil der Bevölkerung in der Landwirtschaft tätig, der Strukturwandel wurde im Landkreis Biberach im Vergleich zu anderen Landkreisen schnell vollzogen.
Laut einer Studie des Berlin-Instituts für Bevölkerung und Entwicklung ist der Landkreis Biberach in Sachen Zukunftsfähigkeit die Nummer eins in der Bundesrepublik Deutschland. Mit einer Arbeitslosenquote von 2,5 % hat der Landkreis die niedrigste Arbeitslosenquote in Baden-Württemberg und eine der niedrigsten in Deutschland überhaupt (Juni 2024, 2,3 % 2023). Somit besteht mit 3030 Arbeitslosen (2024) im Landkreis quasi Vollbeschäftigung, daher konzentriert sich die Agentur für Arbeit verstärkt auf die Suche nach geeigneten und qualifizierten Arbeitnehmern für die regionalen Unternehmen.

### Verkehr

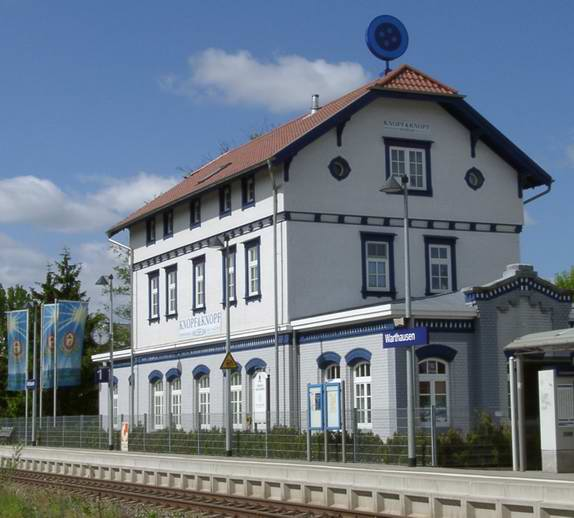
Der Bahnhof Warthausen an Südbahn und Öchsle

#### Bahn- und Busverkehr
Der Landkreis wird durch insgesamt vier Bahnstrecken erschlossen. Hinzu kommen eine Museumsbahn und eine inzwischen ganz stillgelegte Bahnlinie. Im Einzelnen sind dies:
- die Bahnstrecke Ulm–Friedrichshafen (Südbahn) im Abschnitt Laupheim West – Biberach – Bad Schussenried
- die Bahnstrecke Ulm–Sigmaringen, auf der sich aber nur der Bahnhof Riedlingen im Kreisgebiet befindet
- die Bahnstrecke Leutkirch–Memmingen, auf der sich aber nur der Bahnhof Tannheim (Württemberg) im Kreisgebiet befindet
- die Bahnstrecke Laupheim West–Schwendi (zwischen Laupheim West und Laupheim Stadt Regelverkehr, der Rest der Strecke ist abgebaut)
- das Öchsle von Warthausen (ursprünglich von Biberach) nach Ochsenhausen (nur Museumsbahn-Verkehr)
- die Federseebahn von Riedlingen nach Bad Schussenried (großteils abgebaut, kein Verkehr mehr)

Der ÖPNV wird durch den Donau-Iller-Nahverkehrsverbund, der auch die kreisfreie Stadt Ulm, den Alb-Donau-Kreis und den Landkreis Neu-Ulm umfasst, organisiert.

#### Fernstraßen
Das Kreisgebiet wird von der Bundesautobahn 7 Ulm – Memmingen berührt. Ferner wird es durch Bundes-, Landes- und Kreisstraßen erschlossen. Die wichtigsten Bundesstraßen sind die B 30 Ulm – Friedrichshafen, die von Biberach bis Ulm vierspurig ausgebaut ist, die B 312 Reutlingen – Memmingen, die B 311 Donaueschingen – Ulm, die auf der gesamten Strecke durch den Landkreis dreispurig ausgebaut ist und die B 465 Kirchheim unter Teck – Leutkirch im Allgäu.

#### Radverkehr
Durch den Landkreis verlaufen einige Alltagsrouten aus dem Radnetz Baden-Württemberg: 
- Von Ulm kommend über Laupheim und Biberach Richtung Bad Waldsee
- Von Herbertingen kommend über Riedlingen Richtung Ehingen an der Donau
- Von Riedlingen über Biberach und Ochsenhausen Richtung Memmingen.

Durch den Landkreis verlaufen verschiedene Radfernwege: 
- Der Donauradweg führt von Donaueschingen über Passau, Wien und Budapest bis zur Mündung in das Schwarze Meer. Er wird ab Tuttlingen auch als EuroVelo-Route EV6 und zwischen Tuttlingen und Passau als D-Route 6 geführt.[16][17]
- Der Donau-Bodensee-Radweg führt von Ulm nach Kressbronn am Bodensee und verläuft dabei von Ulm kommend über Laupheim, Biberach und Eberhardzell Richtung Bad Waldsee.
- Der Oberschwaben-Allgäu-Radweg ist ein Rundkurs über Ulm und Tettnang. Die östliche Strecke führt von Illerkirchberg kommend über Laupheim und Ochsenhausen Richtung Bad Wurzach, die westliche von Aulendorf kommend über Bad Schussenried nach Bad Saulgau und zurück ins Kreisgebiet zum Federsee und über Offingen am Berg Bussen Richtung Rottenacker.

Der Landkreis Biberach ist Mitglied der AGFK (Arbeitsgemeinschaft Fahrrad- und Fußverkehrsfreundlicher Kommunen) in Baden-Württemberg und hat die „Qualitätsstufe“ für eine fahrradfreundliche Kommune erreicht.

### Kreiseinrichtungen
Der Landkreis Biberach ist Träger des Kreisgymnasiums Riedlingen, des Sonderpädagogischen Bildungs- und Beratungszentrums mit dem Förderschwerpunkt geistige Entwicklung, der Schwarzbach-Schule mit Schulkindergarten in Biberach und folgender beruflicher Schulen: Kreisberufsschulzentrum Biberach mit Gebhard-Müller-Schule (Kaufmännische Schule), Karl-Arnold-Schule (Gewerbliche Schule) und Matthias-Erzberger-Schule (Haus- und Landwirtschaftliche Schule), Kilian-von-Steiner Schule (Gewerbliche und Kaufmännische Schule, Technisches Gymnasium) Laupheim und Berufliche Schule (Gewerbliche, Kaufmännische und Hauswirtschaftliche Schule) Riedlingen.

## Gemeinden
(Einwohner am 31. Dezember 2023)
| Städte 1. Bad Buchau (4702) 2. Bad Schussenried (8939) 3. Biberach an der Riß, Große Kreisstadt (34.425) 4. Laupheim, Große Kreisstadt (22.946) 5. Ochsenhausen (9333) 6. Riedlingen (11.187) Vereinbarte Verwaltungsgemeinschaften und Gemeindeverwaltungsverbände 1. Gemeindeverwaltungsverband Bad Buchau mit Sitz in Bad Buchau; Mitgliedsgemeinden: Stadt Bad Buchau sowie Gemeinden Alleshausen, Allmannsweiler, Betzenweiler, Dürnau, Kanzach, Moosburg, Oggelshausen, Seekirch und Tiefenbach 2. Vereinbarte Verwaltungsgemeinschaft der Stadt Bad Schussenried mit der Gemeinde Ingoldingen 3. Vereinbarte Verwaltungsgemeinschaft der Stadt Biberach an der Riß mit den Gemeinden Attenweiler, Eberhardzell, Hochdorf, Maselheim, Mittelbiberach, Ummendorf und Warthausen 4. Gemeindeverwaltungsverband „Illertal“ mit Sitz in Erolzheim; Mitgliedsgemeinden: Berkheim, Dettingen an der Iller, Erolzheim, Kirchberg an der Iller und Kirchdorf an der Iller 5. Vereinbarte Verwaltungsgemeinschaft der Stadt Laupheim mit den Gemeinden Achstetten, Burgrieden und Mietingen 6. Vereinbarte Verwaltungsgemeinschaft der Stadt Ochsenhausen mit den Gemeinden Erlenmoos, Gutenzell-Hürbel und Steinhausen an der Rottum 7. Vereinbarte Verwaltungsgemeinschaft der Stadt Riedlingen mit den Gemeinden Altheim, Dürmentingen, Ertingen, Langenenslingen, Unlingen und Uttenweiler 8. Gemeindeverwaltungsverband Rot-Tannheim mit Sitz in Rot an der Rot; Mitgliedsgemeinden: Rot an der Rot und Tannheim 9. Vereinbarte Verwaltungsgemeinschaft der Gemeinde Schwendi mit der Gemeinde Wain | Weitere Gemeinden 1. Achstetten (5021) 2. Alleshausen (541) 3. Allmannsweiler (325) 4. Altheim (2137) 5. Attenweiler (1908) 6. Berkheim (3235) 7. Betzenweiler (738) 8. Burgrieden (4265) 9. Dettingen an der Iller (2736) 10. Dürmentingen (2645) 11. Dürnau (462) 12. Eberhardzell (4541) 13. Erlenmoos (1802) 14. Erolzheim (3363) 15. Ertingen (5385) 16. Gutenzell-Hürbel (1815) 17. Hochdorf (2384) 18. Ingoldingen (3174) 19. Kanzach (512) 20. Kirchberg an der Iller (2171) 21. Kirchdorf an der Iller (4041) 22. Langenenslingen (3665) 23. Maselheim (4734) 24. Mietingen (4677) 25. Mittelbiberach (4429) 26. Moosburg (231) 27. Oggelshausen (919) 28. Rot an der Rot (4517) 29. Schemmerhofen (8722) 30. Schwendi (7196) | 1. Seekirch (283) 2. Steinhausen an der Rottum (2157) 3. Tannheim (2493) 4. Tiefenbach (546) 5. Ummendorf (4429) 6. Unlingen (2401) 7. Uttenweiler (3772) 8. Wain (1676) 9. Warthausen (5203) |

## Gemeinden vor der Kreisreform
Zum Landkreis Biberach gehörten ab 1938 zunächst 87 Gemeinden, darunter vier Städte.
Am 7. März 1968 stellte der Landtag von Baden-Württemberg die Weichen für eine Gemeindereform. Mit dem Gesetz zur Stärkung der Verwaltungskraft kleinerer Gemeinden war es möglich, dass sich kleinere Gemeinden freiwillig zu größeren Gemeinden vereinigen konnten. Den Anfang im Landkreis Biberach machte am 1. Dezember 1971 die Gemeinde Reinstetten, die sich mit der Stadt Ochsenhausen vereinigte. In der Folgezeit reduzierte sich die Zahl der Gemeinden stetig.
Die noch verbliebenen Gemeinden gingen am 1. Januar 1973 im vergrößerten Landkreis Biberach auf. Zwei Gemeinden (Oberbalzheim und Unterbalzheim) kamen zum neu gebildeten Alb-Donau-Kreis, wo sie sich am 1. Januar 1974 zur Gemeinde Balzheim vereinigten. Die Gemeinde Dietmanns kam zum Landkreis Ravensburg, weil sie in die Stadt Bad Wurzach eingegliedert wurde. Zwei Jahre später, am 1. Januar 1975, wurde auch Unterschwarzach in die Stadt Bad Wurzach eingegliedert und verließ somit den Landkreis Biberach.
Die größte Gemeinde des alten Landkreises Biberach war die Kreisstadt Biberach an der Riß, die seit dem 1. Februar 1962 eine Große Kreisstadt ist. Die kleinste Gemeinde war Grodt.
Der alte Landkreis Biberach umfasste zuletzt eine Fläche von 1025 km² und hatte bei der Volkszählung 1970 insgesamt 114.670 Einwohner. Er war damit nach dem Landkreis Aalen nach seiner Fläche der zweitgrößte Landkreis Baden-Württembergs.
In der Tabelle wird die Einwohnerentwicklung des alten Landkreises Biberach bis 1970 angegeben. Alle Einwohnerzahlen sind Volkszählungsergebnisse.
| Datum              | Einwohner |
| ------------------ | --------- |
| 17. Mai 1939       | 74.553    |
| 13. September 1950 | 89.397    |

| Datum        | Einwohner |
| ------------ | --------- |
| 6. Juni 1961 | 100.043   |
| 27. Mai 1970 | 114.670   |

In der Tabelle stehen die Gemeinden des Landkreises Biberach vor der Gemeindereform. Die meisten gehören auch heute noch zum Landkreis Biberach. Lediglich Oberbalzheim und Unterbalzheim gehören zum Alb-Donau-Kreis sowie Dietmanns und Unterschwarzach gehören zum Landkreis Ravensburg.

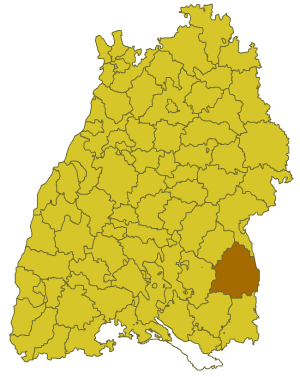
Landkreis Biberach vor der Kreisreform

| frühere Gemeinde             | heutige Gemeinde          | Einwohner am 6. Juni 1961 |
| ---------------------------- | ------------------------- | ------------------------- |
| Achstetten                   | Achstetten                | 896                       |
| Ahlen                        | Uttenweiler               | 217                       |
| Alberweiler                  | Schemmerhofen             | 428                       |
| Altheim                      | Schemmerhofen             | 594                       |
| Äpfingen                     | Maselheim                 | 787                       |
| Aßmannshardt                 | Schemmerhofen             | 563                       |
| Attenweiler                  | Attenweiler               | 615                       |
| Aufhofen                     | Schemmerhofen             | 633                       |
| Baltringen                   | Mietingen                 | 554                       |
| Baustetten                   | Laupheim                  | 902                       |
| Bellamont                    | Steinhausen an der Rottum | 511                       |
| Berkheim                     | Berkheim                  | 1.496                     |
| Biberach an der Riß, Stadt   | Biberach an der Riß       | 21.524                    |
| Bihlafingen                  | Laupheim                  | 385                       |
| Birkenhard                   | Warthausen                | 468                       |
| Birkendorf                   | Biberach an der Riß       | 289                       |
| Bronnen                      | Achstetten                | 308                       |
| Bühl                         | Burgrieden                | 172                       |
| Burgrieden                   | Burgrieden                | 1.295                     |
| Bußmannshausen               | Schwendi                  | 549                       |
| Dettingen an der Iller       | Dettingen an der Iller    | 1.406                     |
| Dietmanns                    | Bad Wurzach               | 703                       |
| Eberhardzell                 | Eberhardzell              | 1.288                     |
| Ellwangen                    | Rot an der Rot            | 765                       |
| Erlenmoos                    | Erlenmoos                 | 1.024                     |
| Erolzheim                    | Erolzheim                 | 1.550                     |
| Fischbach                    | Ummendorf                 | 439                       |
| Füramoos                     | Eberhardzell              | 411                       |
| Grodt                        | Ingoldingen               | 127                       |
| Großschafhausen              | Schwendi                  | 358                       |
| Gutenzell                    | Gutenzell-Hürbel          | 841                       |
| Haslach                      | Rot an der Rot            | 888                       |
| Hochdorf                     | Hochdorf                  | 422                       |
| Höfen                        | Warthausen                | 300                       |
| Hürbel                       | Gutenzell-Hürbel          | 702                       |
| Ingerkingen                  | Schemmerhofen             | 874                       |
| Ingoldingen                  | Ingoldingen               | 649                       |
| Kirchberg an der Iller       | Kirchberg an der Iller    | 924                       |
| Kirchdorf an der Iller       | Kirchdorf an der Iller    | 1.300                     |
| Langenschemmern              | Schemmerhofen             | 688                       |
| Laupertshausen               | Maselheim                 | 629                       |
| Laupheim, Stadt              | Laupheim                  | 8.712                     |
| Maselheim                    | Maselheim                 | 1.054                     |
| Mettenberg                   | Biberach an der Riß       | 343                       |
| Mietingen                    | Mietingen                 | 1.225                     |
| Mittelbiberach               | Mittelbiberach            | 1.497                     |
| Mittelbuch                   | Ochsenhausen              | 651                       |
| Mühlhausen                   | Eberhardzell              | 494                       |
| Muttensweiler                | Ingoldingen               | 280                       |
| Oberbalzheim                 | Balzheim                  | 462                       |
| Oberessendorf                | Eberhardzell              | 607                       |
| Oberholzheim                 | Achstetten                | 459                       |
| Oberopfingen                 | Kirchdorf an der Iller    | 323                       |
| Obersulmetingen              | Laupheim                  | 777                       |
| Ochsenhausen, Stadt          | Ochsenhausen              | 3.621                     |
| Orsenhausen                  | Schwendi                  | 571                       |
| Otterswang                   | Bad Schussenried          | 565                       |
| Reinstetten                  | Ochsenhausen              | 1.559                     |
| Reute                        | Mittelbiberach            | 369                       |
| Ringschnait                  | Biberach an der Riß       | 860                       |
| Rißegg                       | Biberach an der Riß       | 706                       |
| Rot an der Rot               | Rot an der Rot            | 1.589                     |
| Rot bei Laupheim             | Burgrieden                | 599                       |
| Rottum                       | Steinhausen an der Rottum | 266                       |
| Schemmerberg                 | Schemmerhofen             | 778                       |
| Schönebürg                   | Schwendi                  | 811                       |
| Schussenried, Stadt          | Bad Schussenried          | 5.306                     |
| Schweinhausen                | Hochdorf                  | 541                       |
| Schwendi                     | Schwendi                  | 1.669                     |
| Sießen im Wald               | Schwendi                  | 671                       |
| Sinningen                    | Kirchberg an der Iller    | 335                       |
| Spindelwag                   | Rot an der Rot            | 310                       |
| Stafflangen                  | Biberach an der Riß       | 679                       |
| Steinhausen an der Rottum    | Steinhausen an der Rottum | 826                       |
| Steinhausen bei Schussenried | Bad Schussenried          | 301                       |
| Stetten                      | Achstetten                | 408                       |
| Sulmingen                    | Maselheim                 | 417                       |
| Tannheim                     | Tannheim                  | 1.615                     |
| Ummendorf                    | Ummendorf                 | 1.922                     |
| Unterbalzheim                | Balzheim                  | 657                       |
| Unteressendorf               | Hochdorf                  | 421                       |
| Unterschwarzach              | Bad Wurzach               | 987                       |
| Untersulmetingen             | Laupheim                  | 968                       |
| Wain                         | Wain                      | 1.132                     |
| Walpertshofen                | Mietingen                 | 193                       |
| Warthausen                   | Warthausen                | 1.576                     |
| Winterstettendorf            | Ingoldingen               | 255                       |
| Winterstettenstadt           | Ingoldingen               | 491                       |

## Kfz-Kennzeichen
Am 1. Juli 1956 wurde dem Landkreis bei der Einführung der bis heute gültigen Kfz-Kennzeichen das Unterscheidungszeichen BC zugewiesen. Es wird durchgängig bis heute ausgegeben.